# Liga Mundial de waterpolo femenino 2004
La Liga Mundial de waterpolo femenino 2004 fue la edición inicial de un torneo anual organizado por la Federación Internacional de Natación (FINA). El torneo se llevó a cabo en Long Beach, California del 23 al 27 de junio de 2004.

## Fase preliminar

### Grupo A
|    | Equipo         | Pts. | PJ | G | E | P | GF | GC | Dif. |
| -- | -------------- | ---- | -- | - | - | - | -- | -- | ---- |
| 1. | Rusia          | 9    | 3  | 3 | 0 | 0 | 31 | 19 | +12  |
| 2. | Estados Unidos | 7    | 3  | 2 | 0 | 1 | 24 | 21 | +3   |
| 3. | Grecia         | 5    | 3  | 1 | 0 | 2 | 26 | 22 | +4   |
| 4. | Kazajistán     | 3    | 3  | 0 | 0 | 3 | 12 | 31 | -19  |

### Grupo B
|    | Equipo    | Pts. | PJ | G | E | P | GF | GC | Dif. |
| -- | --------- | ---- | -- | - | - | - | -- | -- | ---- |
| 1. | Italia    | 9    | 3  | 3 | 0 | 0 | 30 | 20 | +10  |
| 2. | Hungría   | 7    | 3  | 2 | 0 | 1 | 21 | 17 | +4   |
| 3. | Canadá    | 4    | 3  | 1 | 0 | 2 | 27 | 36 | -9   |
| 4. | Australia | 3    | 3  | 0 | 0 | 3 | 23 | 28 | -5   |

## Fase eliminatoria
|  | Semifinales         | Semifinales         |   |                     | Final               | Final |  |
|  |                     |                     |   |                     |                     |       |  |
|  |                     |                     |   |                     |                     |       |  |
|  | 26 de junio de 2004 |                     |   |                     |                     |       |  |
|  | Rusia               | 7                   |   |                     |                     |       |  |
|  | Hungría             | 8                   |   |                     |                     |       |  |
|  |                     |                     |   |                     |                     |       |  |
|  |                     |                     |   |                     | 27 de junio de 2004 |       |  |
|  |                     |                     |   |                     | Estados Unidos      | 6     |  |
|  |                     | Hungría             | 5 |                     |                     |       |  |
|  |                     |                     |   |                     |                     |       |  |
|  |                     |                     |   |                     |                     |       |  |
|  |                     |                     |   |                     | Tercer lugar        |       |  |
|  | 26 de junio de 2004 | 26 de junio de 2004 |   | 27 de junio de 2004 | 27 de junio de 2004 |       |  |
|  | Estados Unidos      | 10                  |   | Rusia               | 7                   |       |  |
|  | Italia              | 9                   |   |                     | Italia              | 8     |  |

### Del 5° al 8°
|  | Semifinales         | Semifinales         |   |                     | Quinto lugar        | Quinto lugar |  |
|  |                     |                     |   |                     |                     |              |  |
|  |                     |                     |   |                     |                     |              |  |
|  | 26 de junio de 2004 |                     |   |                     |                     |              |  |
|  | Grecia              | 8                   |   |                     |                     |              |  |
|  | Australia           | 7                   |   |                     |                     |              |  |
|  |                     |                     |   |                     |                     |              |  |
|  |                     |                     |   |                     | 27 de junio de 2004 |              |  |
|  |                     |                     |   |                     | Grecia              | 5            |  |
|  |                     | Canadá              | 6 |                     |                     |              |  |
|  |                     |                     |   |                     |                     |              |  |
|  |                     |                     |   |                     |                     |              |  |
|  |                     |                     |   |                     | Séptimo lugar       |              |  |
|  | 26 de junio de 2004 | 26 de junio de 2004 |   | 27 de junio de 2004 | 27 de junio de 2004 |              |  |
|  | Canadá              | 10                  |   | Australia           | 9                   |              |  |
|  | Kazajistán          | 5                   |   |                     | Kazajistán          | 2            |  |

## Estadísticas

### Clasificación final
| Estados Unidos |
| Hungría        |
| Italia         |
| 4. Rusia       |
| 5. Canadá      |
| 6. Grecia      |
| 7. Australia   |
| 8. Kazajistán  |

### Goleadoras
- Stavroula Kozompoli - 12 goles
- Tania Di Mario - 12 goles